# Врублевцы
Врублевцы (укр. Врублівці) — село в Каменец-Подольском районе Хмельницкой области Украины.
Расположено у реки Тернава. Село расположено в пределах национального природного парка «Подольские Товтры». У села находится памятник природы — «Врублевецкий лес».
Население по переписи 2001 года составляло 863 человека. Почтовый индекс — 32394. Телефонный код — 3849. Занимает площадь 2,248 км².

## Местный совет
32394, Хмельницкая обл., Каменец-Подольский р-н, с. Врублевцы

## Галерея

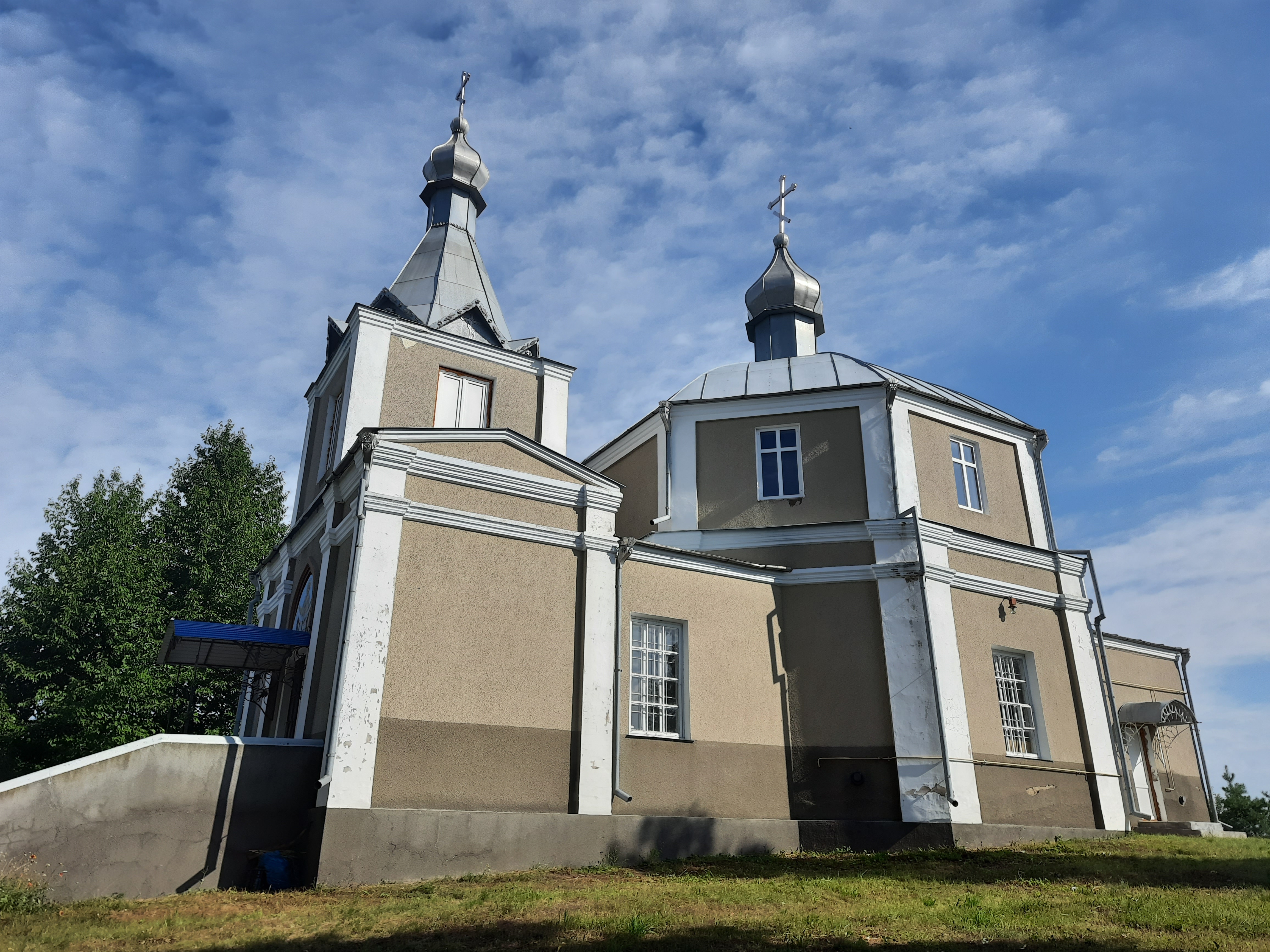
Покровская церковь
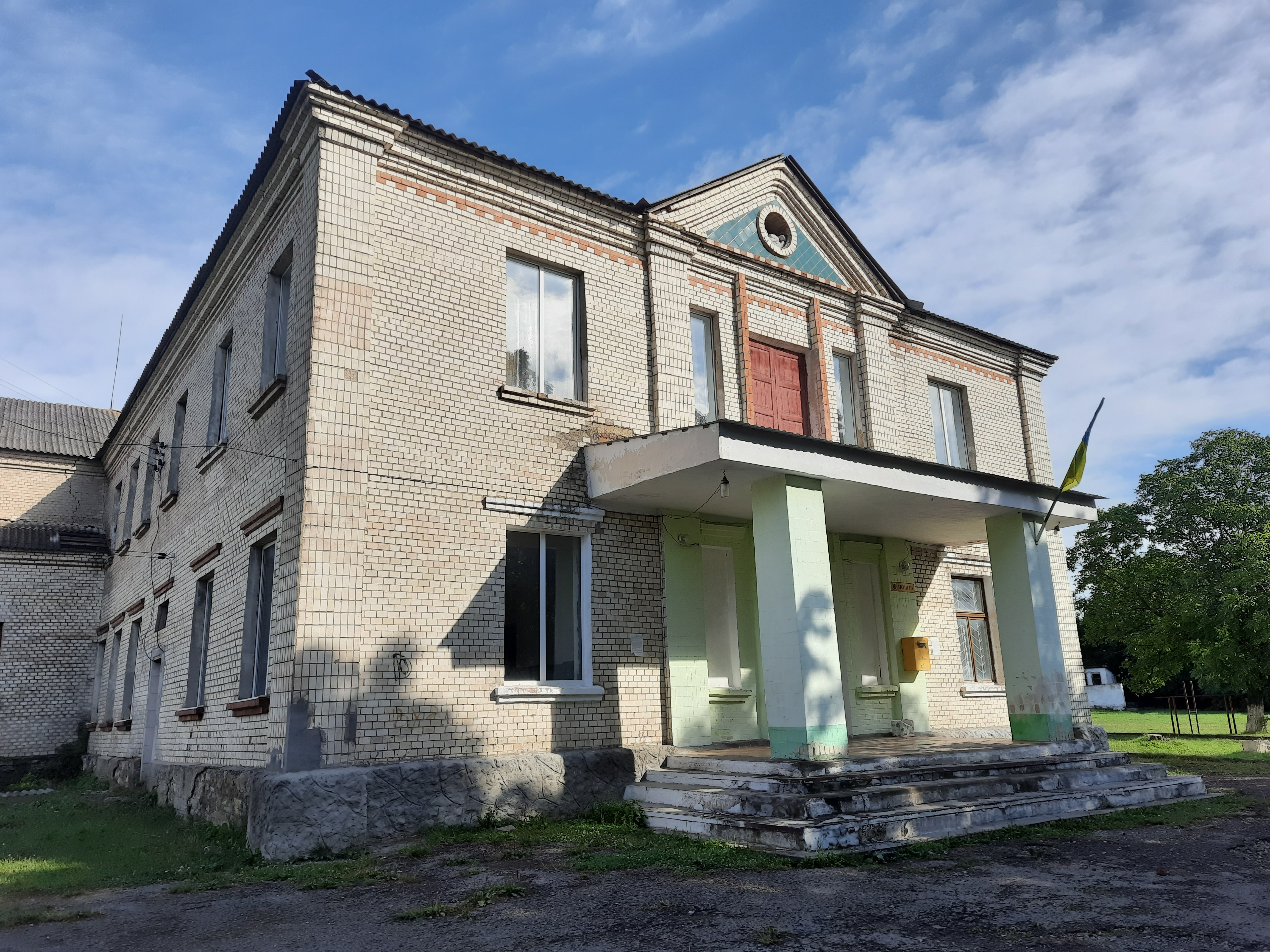
Клуб
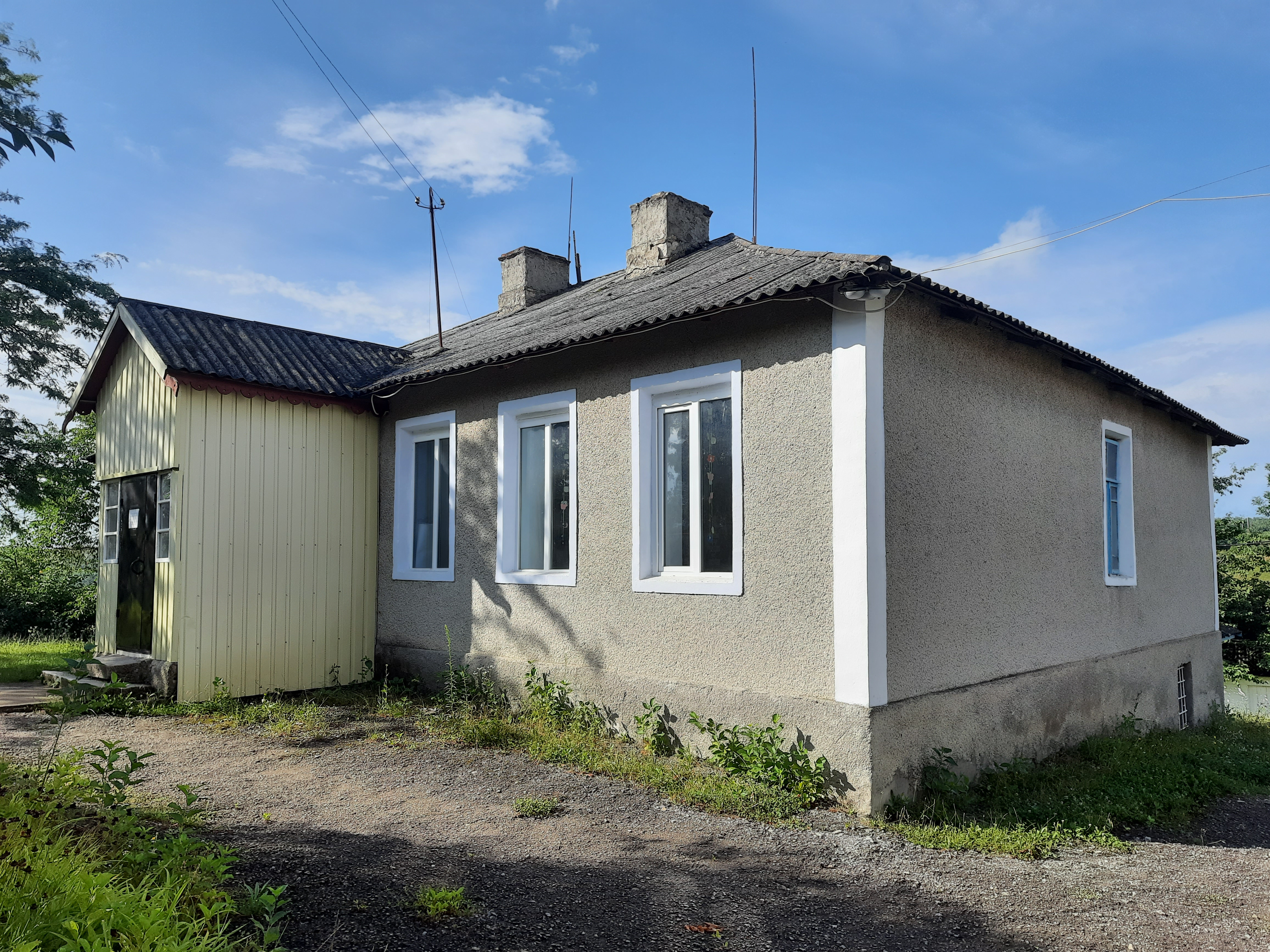
Школа
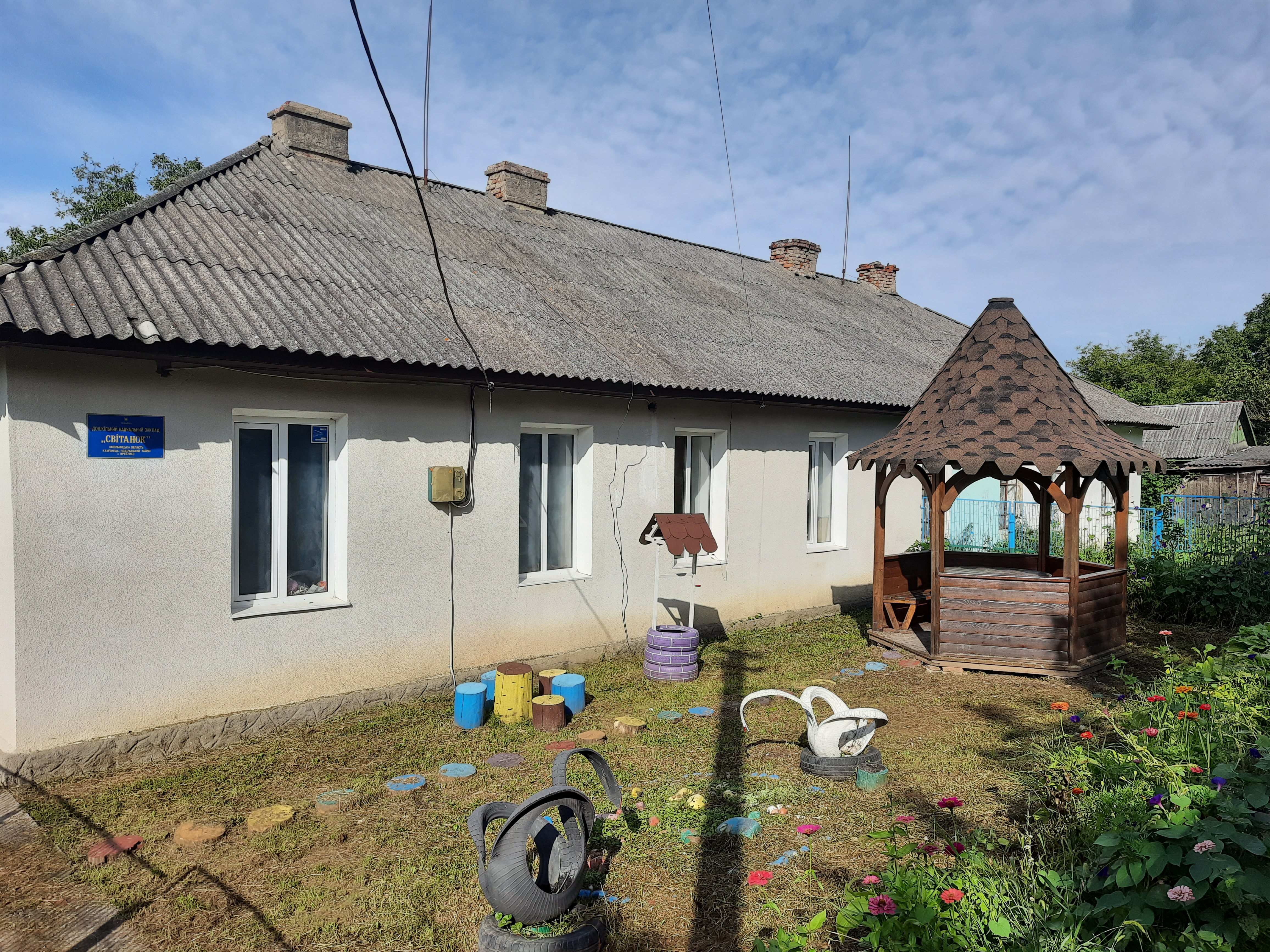
Детский сад
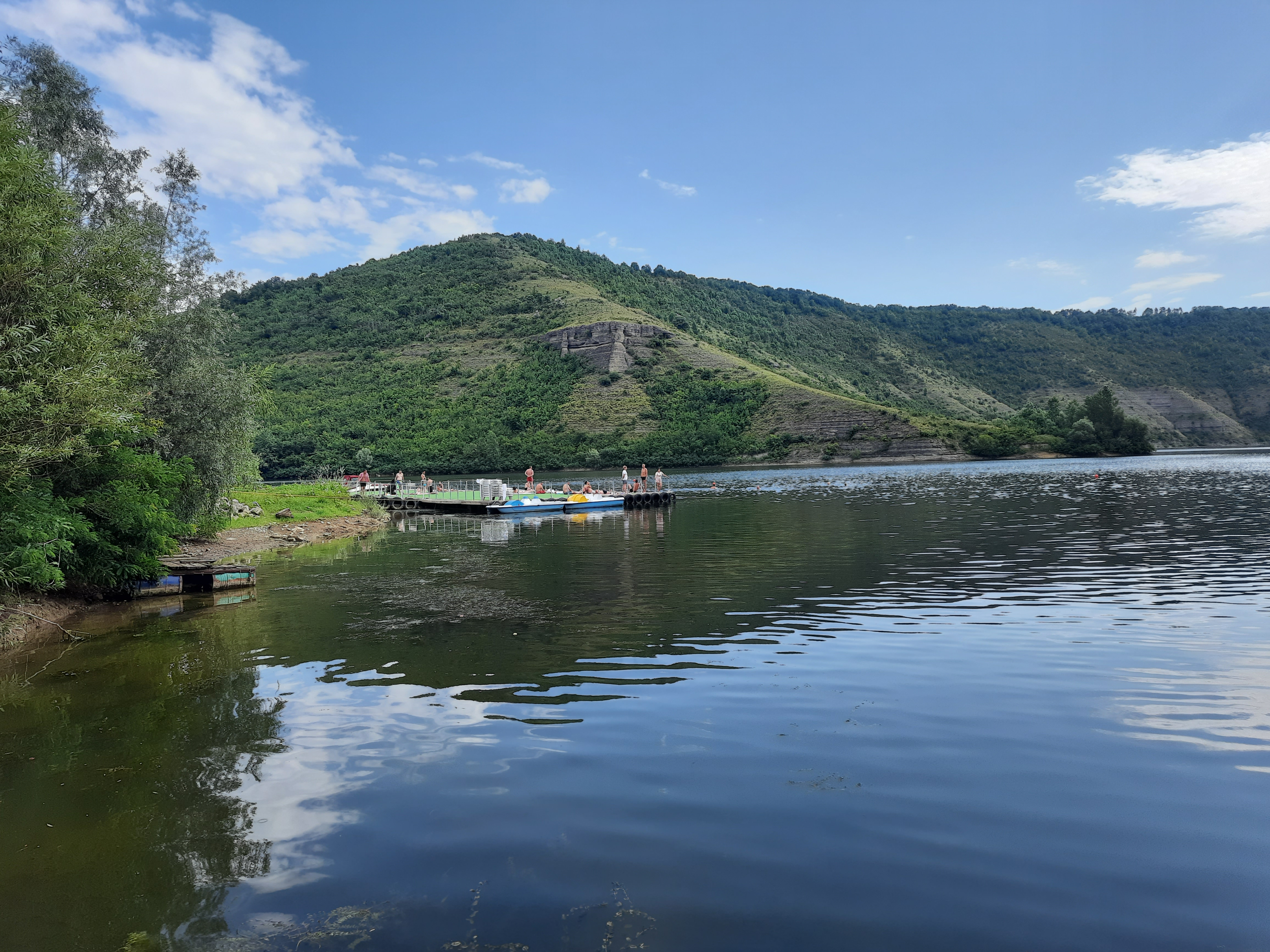
Река Тернава
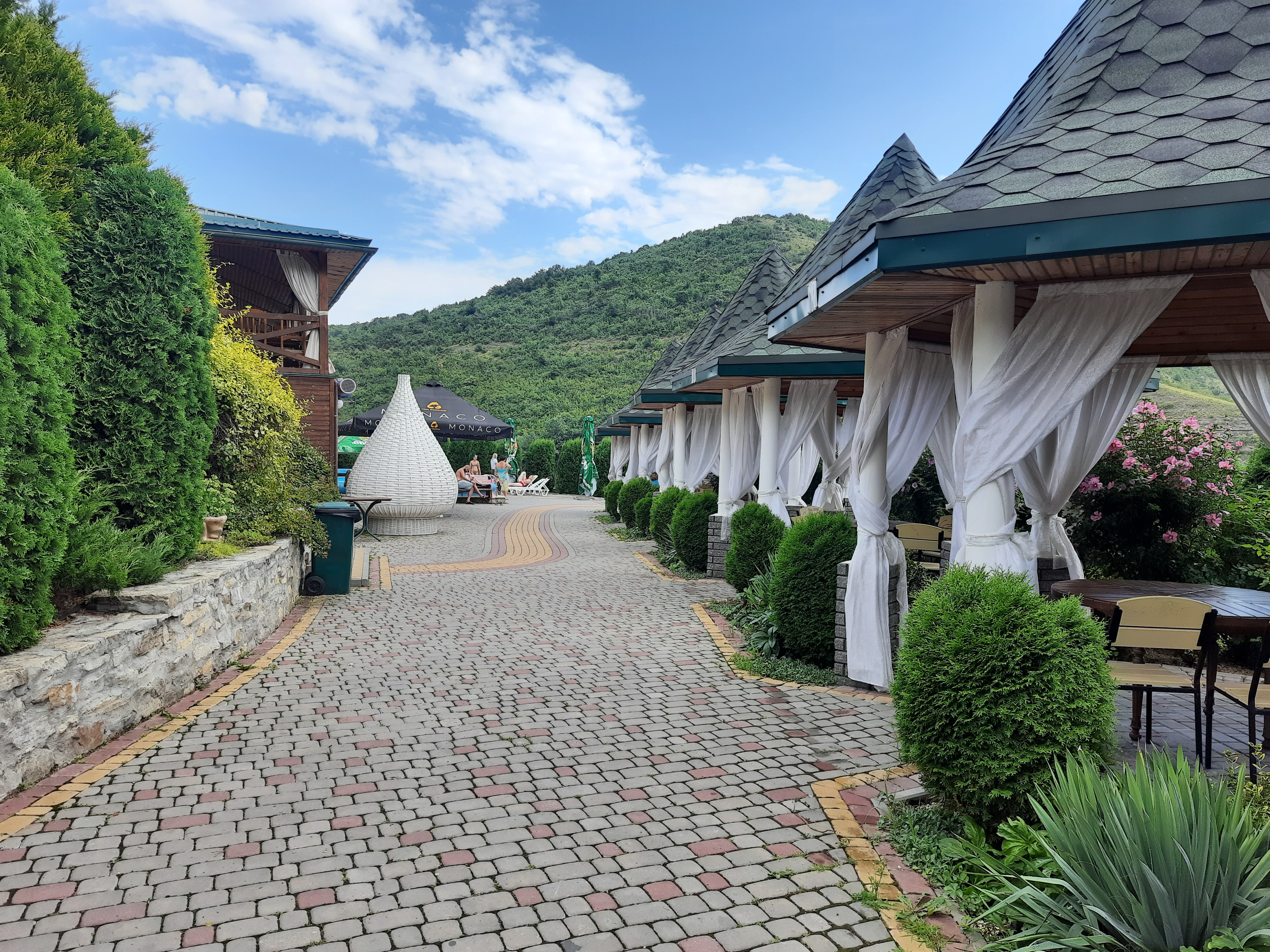
Гостинично-туристический комплекс